# Lavans-Quingey
Lavans-Quingey ist eine französische Gemeinde mit 182 Einwohnern (Stand: 1. Januar 2022) im Département Doubs in der Region Bourgogne-Franche-Comté.

## Geographie
Lavans-Quingey liegt auf 265 m, nahe bei Quingey, etwa 20 Kilometer südwestlich der Stadt Besançon (Luftlinie). Das Dorf erstreckt sich im westlichen Jura, östlich der Loue in einer Talweitung zwischen den Höhen der Côte de Moini im Westen und des Bois du Landet im Osten.
Die Fläche des 5,90 km² großen Gemeindegebiets umfasst einen Abschnitt des westlichen französischen Juras. Begrenzt wird das Gebiet im Westen durch die Loue. Sie fließt hier in gewundenem Lauf nach Süden durch ein breites Becken, das von den äußersten Höhenzügen des Juras umrahmt wird. Vom Flusslauf erstreckt sich das Gemeindeareal ostwärts über die flache Talaue und die angrenzende gewellte Hügelfußzone, die teils von Wiesland, teils von Wald bestanden ist. Ganz im Osten reicht das Gebiet auf den bewaldeten Höhenrücken des Bois du Landet, der zu einer Jurakette gehört, die sich vom Mont Poupet nordwärts bis zur Flussschleife der Loue hinzieht. Hier wird mit 521 m die höchste Erhebung von Lavans-Quingey erreicht.
Nachbargemeinden von Lavans-Quingey sind Quingey und Cessey im Norden, Palantine und Goux-sous-Landet im Osten, Pessans im Süden sowie Lombard im Westen.

## Geschichte
Seit dem Mittelalter gehörte Lavans zur Herrschaft und Kastellanei Quingey. Zusammen mit der Franche-Comté gelangte das Dorf mit dem Frieden von Nimwegen 1678 an Frankreich.

## Bevölkerung
| Jahr                       | 1962 | 1968 | 1975 | 1982 | 1990 | 1999 | 2016 |
| Einwohner                  | 102  | 92   | 92   | 98   | 82   | 112  | 200  |
| Quellen: Cassini und INSEE |      |      |      |      |      |      |      |

Mit 182 Einwohnern (Stand 1. Januar 2022) gehört Lavans-Quingey zu den kleinen Gemeinden des Départements Doubs. Nachdem die Einwohnerzahl in der ersten Hälfte des 20. Jahrhunderts deutlich abgenommen hatte (1886 wurden noch 206 Personen gezählt), wurde seit Beginn der 1990er Jahre wieder ein leichtes Bevölkerungswachstum verzeichnet.

## Wirtschaft und Infrastruktur
Lavans-Quingey war bis weit ins 20. Jahrhundert hinein ein vorwiegend durch die Landwirtschaft (Ackerbau, Obstbau und Viehzucht) und die Forstwirtschaft geprägtes Dorf. Daneben gibt es heute einige Betriebe des lokalen Kleingewerbes. Mittlerweile hat sich das Dorf auch zu einer Wohngemeinde gewandelt. Viele Erwerbstätige sind Wegpendler, die in den größeren Ortschaften der Umgebung ihrer Arbeit nachgehen.
Die Ortschaft ist verkehrstechnisch gut erschlossen. Sie liegt nahe der Hauptstraße N83, die von Besançon nach Lons-le-Saunier führt. Eine weitere Straßenverbindung besteht mit Pointvillers.